# Райдер Скай
Райдер Скай (англ. Ryder Skye; нар. 13 жовтня 1983, Лос-Анджелес) — американська порноакторка.

## Кар'єра
З 2007 по 2015 рік знялася в 110 порнофільмах. Знімалася для порностудій Brazzers, Hustler Video, Penthouse Video, Wicked Pictures і Vivid Entertainment. 
З 2010 по 2011 рік робила перерву в зйомках у зв'язку з лікуванням раку горла.

## Нагороди та номінації
| Рік  | Нагорода          | Категорія                     | Робота               | Результат |
| ---- | ----------------- | ----------------------------- | -------------------- | --------- |
| 2008 | NightMoves Award  | Краща нова старлетка          |                      | Номінація |
| 2009 | AVN Award         | Best All-Girl 3-Way Sex Scene | Babes Illustrated 17 | Номінація |
| 2009 | AVN Award         | Краща нова старлетка          |                      | Номінація |
| 2009 | AVN Award         | Crossover Star of the Year    |                      | Номінація |
| 2009 | F. A. M. E. Award | Favorite Female Rookie        |                      | Номінація |
| 2009 | XBIZ Award        | Краща нова старлетка          |                      | Номінація |
| 2015 | XRCO Award        | Best Cumback                  |                      | Перемога  |